# Ignatius Eggs

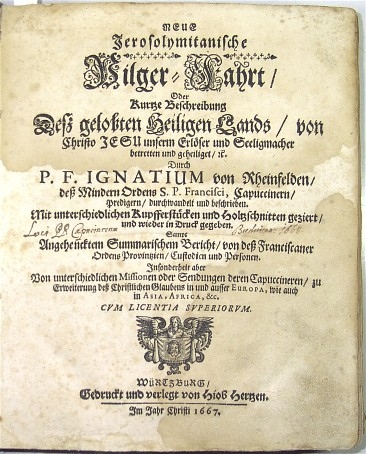
Ignatius Eggs: Neue Jerosolymitanische Pilger-Fahrt, illustrierte Ausgabe 1667, Titelblatt

Ignatius Eggs, auch Ignaz Eggs, Ordensname P.(ater) F. Ignatius von Rheinfelden (* 4. Oktober 1618 in Rheinfelden; † 13. Februar 1702 in Freiburg im Breisgau, nach anderen Angaben in Laufenburg) war ein Kapuzinerpater, Missionar und Forschungsreisender in Palästina.

## Leben und Werk
Ignatius Eggs wurde im Jahr des Ausbruchs des Dreißigjährigen Krieges, am 4. Oktober 1618 im damals vorderösterreichischen Rheinfelden am Hochrhein geboren. Nach Ausbildung in Rheinfelden, Pruntrut und Freiburg im Breisgau absolvierte Eggs ein Jurastudium in Dillingen an der Donau und Innsbruck, wandte sich jedoch unter dem Eindruck der bei der monatelangen Belagerung Rheinfeldens im Jahr 1634 durch französische Soldaten geschehenen Verwüstungen der religiösen Thematik zu und trat schließlich in das Franziskanerkloster in Freiburg im Breisgau ein. Seither nannte sich Eggs mit seinem Ordensnamen Pater F. Ignatius von Rheinfelden.
Vom Generalminister des Kapuzinerordens, Fortunatus von Catoro, wurde er als Seelsorger der venezianischen Flotte berufen, die im Jahr 1655 unter Leitung von Laurenzio Marcello am 6. Venezianischen Türkenkrieg zur Zeit des Sultan Mehmet IV. beteiligt war. Er nahm in dieser Eigenschaft unter anderem an der Schlacht bei den Dardanellen teil. Davor und danach hielt er sich auf verschiedenen ägäischen Inseln auf, um die dort lebenden Muslime zu missionieren.
Ende 1656 begleitete er Graf Octavio von Thurn und Taxis (wohl ein Verwandter oder Nachfahre des gleichnamigen Kaiserlichen Oberhofpostmeisters zu Augsburg und Rheinhausen im Breisgau) 16 Monate lang auf einer Palästinareise. Über Tyrus und Zypern kehrte er nach Venedig zurück.
Über diese Reisen von 1655 bis 1656 verfasste er eine Beschreibung, die (noch ohne Illustrationen) 1664 erstmals erschien. 1667 wurde sie erneut aufgelegt, diesmal mit zahlreichen Kupferstichen (Illustrationen sowie Kartendarstellungen des Heiligen Landes und der Schlacht bei den Dardanellen), Holzschnitten (von Jerusalem und anderen Orten) und Beilagen versehen. Weitere Auflagen sind in den Folgejahrzehnten in Dillingen und Augsburg (1699, verlegt bei Maria Magdalena Utzschneider) erschienen.
Anschließend war er 29 Jahre lang Guardian verschiedener Klöster, wo er sich insbesondere für die wissenschaftliche Betätigung an den Klosterschulen einsetzte.
Ignatius Eggs nahm auch entscheidenden Einfluss für den Bau eines Kapuzinerklosters in Laufenburg (Grundsteinlegung: 14. Juni 1652, Übergabe von Kirche und Kloster an die Kapuziner: 4. April 1660).
Er soll im Dreißigjährigen Krieg auch eine bedeutende Rolle im Widerstand der Bauern gegen die schwedische Besetzung der Stadt Laufenburg am Hochrhein unter Führung von Herzog Bernhard von Sachsen-Weimar im Januar 1638 gespielt haben.
Sein Leben lieferte den Stoff für einen Historienroman der Laufenburger Autorin Petra Gabriel. In „Die Gefangene des Kardinals“ hat sie ihn fälschlicherweise (aus dramaturgischen Gründen) mit dem historisch ebenfalls überlieferten „Bauernkaiser“ gleichgesetzt. Eggs und der Bauernkaiser waren jedoch zwei verschiedene Männer. Das Freilichttheaterstück „Ignatius, Bauernkaiser von Laufenburg“ des „Theater WIWA“ (Uraufführung zum 800-jährigen Stadtjubiläum von Laufenburg im Jahr 2007) hat diese Idee später aufgegriffen und ebenfalls darauf hingewiesen, dass es sich bei Eggs und dem Bauernkaiser in Wirklichkeit um zwei Personen handelte.
Ignatius Eggs war ein Onkel des Theologen Georg Joseph von Eggs (* 1663 in Rheinfelden; † 1755 in Rheinfelden).